# 于子迪
于子迪（2012年10月16日—），河北省保定市人，中国游泳运动员。她在12岁时被选中代表中国队参加2025年世界游泳锦标赛，从而获得了世界范围的关注，她成为游泳世锦赛历史上获得奖牌年纪最小的运动员，她参加了女子4x200米自由泳接力赛的预赛，最终队伍在决赛中获得铜牌，她也是自1936年奥运会上丹麦的英格·索倫森在200米蛙泳比赛中获得铜牌以来，在重大国际比赛中获得奖牌的最年轻的选手。

## 生平

### 早年生活与职业生涯
于子迪于2012年10月16日出生于保定市。六岁时，她的父亲带她去水上乐园避暑。一位游泳教练注意到了她，并鼓励她开始接受竞技游泳训练。三年后，她搬到衡水市，开始在河北泰华锦业游泳俱乐部训练。
2024年，11岁的于子迪参加了400米个人混合泳比赛，希望能参加2024年夏季奥林匹克运动会。她的成绩是4:40.97，距离4:38.53的奥运A标仅差约两秒。于子迪一直由她的队友、奥运奖牌得主李冰洁指导，她视李冰洁为自己的“偶像”并亲切地称其为“姐姐”。

### 2025赛季
在2025年5月于中国举行的全国游泳冠军赛上，于子迪以2:10.63的成绩游完200米个人混合泳，获得银牌，并创造了该项目12岁年龄组的历史最快成绩。凭借在全国冠军赛上的成绩，她被选中参加2025年世界游泳锦标赛。虽然世界泳联通常要求游泳运动员年满14岁才能参赛，但由於于子迪的成绩达到了A标，因此她获得了参赛资格。此后，她吸引了世界媒体的广泛报道，并被与多位年少成名的冠军游泳选手相比较，如萨默·麦金托什（15岁时赢得世锦赛金牌）、凯蒂·莱德基（15岁时赢得奥运金牌）和岩崎恭子（14岁时赢得奥运金牌）。她是继巴林的阿尔扎因·塔里克（在2015年世锦赛上以10岁之龄首次亮相）之后，亮相世界游泳锦标赛历史上第二年轻的游泳运动员。
在新加坡举行的本届世锦赛上，于子迪在她参加的第一个项目女子200米个人混合泳中便成功晋级决赛。在决赛中，她以2:09.21的成绩获得第四名，比铜牌得主、加拿大的玛丽-索菲·哈维慢0.06秒。 在她的第二个个人项目200米蝶泳中，她同样获得第四名，成绩为2:06.43，比澳大利亚的伊丽莎白·德克斯慢0.31秒。于子迪代表中国队参加了女子4×200米自由泳接力的预赛，并帮助队伍晋级决赛。决赛中她的位置被柳雅欣取代，但她同样分享了队伍获得的铜牌，成为世界游泳锦标赛历史上最年轻的奖牌获得者。她也是自1936年奥运会上丹麦的英格·索倫森在200米蛙泳比赛中获得铜牌以来，在重大国际比赛中获得奖牌的最年轻的选手。
于子迪以400米个人混合泳项目结束了她在新加坡的征程，她再次获得了第四名。